# Luisito Occiano
Luisito Audal Occiano (ur. 21 czerwca 1971 w Nabua) – filipiński duchowny katolicki, biskup Virac od 2024.

## Życiorys

### Prezbiterat
Święcenia kapłańskie otrzymał 10 listopada 1996 i został inkardynowany do archidiecezji Caceres. Pracował głównie jako duszpasterz parafialny, był także m.in. sekretarzem arcybiskupim, dyrektorem kurialnej komisji ds. komunikacji społecznej oraz wykładowcą seminarium w Naga.

### Episkopat
29 lutego 2024 papież Franciszek mianował go biskupem ordynariuszem diecezji Virac. Sakry udzielił mu 21 czerwca 2024 arcybiskup Rolando Tirona.